# Uma Vida Roubada
A Stolen Life (bra/prt: Uma Vida Roubada) é um filme estadunidense de 1946, do gênero drama, dirigido por Curtis Bernhardt, estrelado por Bette Davis – que também o produziu – e co-estrelado por Glenn Ford, Dane Clark, Walter Brennan e Charlie Ruggles. Foi baseado no romance "Uloupeny Zivot" (1935), de Karel Josef Benes. A produção é uma refilmagem do filme britânico "Stolen Life" (1939), estrelado por Elisabeth Bergner e Michael Redgrave.
A segunda vez que Davis interpretou irmãs gêmeas foi em "Dead Ringer" (1964). O filme serviu de inspiração para a telenovela "Mulheres de Areia" (1993).

## Sinopse
Kate e Patricia (Bette Davis), duas irmãs gêmeas – uma virtuosa e outra mentirosa – estão apaixonadas pelo mesmo homem, Bill (Glenn Ford). Ao ver que sua irmã está prestes a conseguir conquistá-lo, Patricia finge ser Kate para tentar roubar o rapaz. As coisas complicam quando vários acontecimentos levam a um acidente que muda o destino de todos.

## Elenco
- Bette Davis como Kate Bosworth / Patricia Bosworth
- Glenn Ford como Bill Emerson
- Dane Clark como Karnock
- Walter Brennan como Eben Folger
- Charlie Ruggles como Freddie Linley
- Bruce Bennett como Jack R. Talbot
- Peggy Knudsen como Diedre
- Esther Dale como Sra. Johnson
- Clara Blandick como Martha
- Joan Winfield como Lucy
- Jack Mower como George (não-creditado)
- Leo White como Garçom (não-creditado)

## Recepção

### Bilheteria
Segundo os registros da Warner Bros., o filme arrecadou US$ 3.222.000 nacionalmente e US$ 1.563.000 no exterior, totalizando 4.785.000 mundialmente.

## Prêmios e indicações
| Ano  | Prêmio | Categoria                  | Indicado                                                      | Resultado |
| ---- | ------ | -------------------------- | ------------------------------------------------------------- | --------- |
| 1947 | Oscar  | Melhores efeitos especiais | William C. McGann; efeitos sonoros especiais: Nathan Levinson | Indicado  |

O filme foi indicado ao Oscar, mas em apenas uma categoria. Mesmo assim, perdeu para "Uma Mulher do Outro Mundo".